# آيت جرار (تمولاي)
آيت جرار هي إحدى مشيخات المملكة المغربية، تتبع جغرافيا لإقليم كلميم وإداريًا لتمولاي. يقدر عدد سكانها بـ 537 نسمة حسب الإحصاء الرسمي للسكان والسكنى لسنة 2004.